# Paratrochosina murina
Paratrochosina murina là một loài nhện trong họ Lycosidae.
Loài này thuộc chi Paratrochosina. Paratrochosina murina được Cândido Firmino de Mello-Leitão miêu tả năm 1941.